# کوجی یاماساکی
کوجی یاماساکی (انگلیسی: Koji Yamasaki؛ زادهٔ ۲۷ فوریهٔ ۱۹۹۶) بازیکن هاکی روی چمن اهل ژاپن است.